# Иенево
Ие́нево — пригородная деревня в Калининском районе Тверской области. Относится к Каблуковскому сельскому поселению. До 2006 года входила в состав Савватьевского сельского округа.
Расположена восточнее Твери, сразу за городской чертой, на левом берегу Волги. Напротив, через Волгу, входящая в состав города деревня Малые Перемерки.
По имени деревни названа мезолитическая иеневская культура.

## Население
| 2010 |
| ---- |
| 13   |

Постоянного населения по переписи 2002 — 7 человек, 2 мужчины, 5 женщин. Большинство домов — дачи горожан.

## История
В Списке населенных мест 1859 года значится владельческая деревня Iенево с 77 жителями при 5 дворах. Деревня располагалась на Корчевском (Кашинском) почтовом тракте в 6 верстах от города. Тракт шел вдоль берега Волги и в XX веке был заброшен (новое шоссе прошло севернее, через Савватьево, Каблуково).
Во время Великой Отечественной войны в этом месте линия фронта проходила по Волге, в декабре 1941 года в районе Иенево воины 256-й стрелковой дивизии форсировали Волгу с целью овладения Малыми Перемерками и посёлком Элеватор.